# Buri Island
Buri Island ist eine sehr kleine philippinische Insel im Norden der Sulusee, knapp zehn Kilometer südwestlich der Insel Mindoro.

## Geographie
Die Insel liegt am Eingang der südöstlichen Bucht von Ambulong. Auf Buri findet sich einzig eine Ferienanlage, das Grace Island Resort. Touristisch wird die Insel daher auch Grace Island genannt.

## Verwaltung
Buri Island gehört zur Gemeinde San Jose (Municipality of San Jose) in der philippinischen Provinz Occidental Mindoro.